# 東経16度線

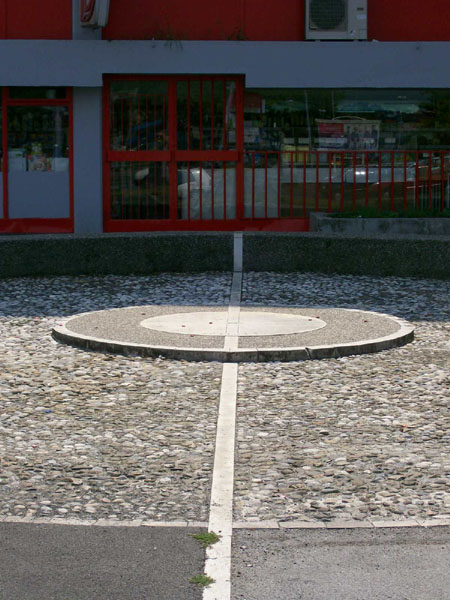
クロアチア・ザグレブのモニュメント

東経16度線（とうけい16どせん）は、本初子午線面から東へ16度の角度を成す経線である。北極点から北極海、ヨーロッパ、地中海、アフリカ、大西洋、南極海、南極大陸を通過して南極点までを結ぶ。
東経16度線は、西経164度線と共に大円を形成する。

## 通過する地域一覧
東経16度線は、北極点から南極点まで南に向かって以下の場所を通っている。
| 地理座標                                             | 国土・領土・領海         | 備考                                                                             |
| ---------------------------------------------------- | ------------------------ | -------------------------------------------------------------------------------- |
| 北緯90度0分 東経16度0分 / 北緯90.000度 東経16.000度  | 北極海                   |                                                                                  |
| 北緯80度1分 東経16度0分 / 北緯80.017度 東経16.000度  | ノルウェー               | スピッツベルゲン島（スヴァールバル諸島）                                         |
| 北緯76度45分 東経16度0分 / 北緯76.750度 東経16.000度 | 大西洋                   | グリーンランド海 ノルウェー海                                                    |
| 北緯69度18分 東経16度0分 / 北緯69.300度 東経16.000度 | ノルウェー               | アン島（英語版）、ヒン島、本土                                                   |
| 北緯66度52分 東経16度0分 / 北緯66.867度 東経16.000度 | スウェーデン             |                                                                                  |
| 北緯46度12分 東経16度0分 / 北緯46.200度 東経16.000度 | バルト海                 |                                                                                  |
| 北緯54度15分 東経16度0分 / 北緯54.250度 東経16.000度 | ポーランド               |                                                                                  |
| 北緯50度36分 東経16度0分 / 北緯50.600度 東経16.000度 | チェコ                   |                                                                                  |
| 北緯48度47分 東経16度0分 / 北緯48.783度 東経16.000度 | オーストリア             |                                                                                  |
| 北緯46度50分 東経16度0分 / 北緯46.833度 東経16.000度 | スロベニア               | 約11km                                                                           |
| 北緯46度43分 東経16度0分 / 北緯46.717度 東経16.000度 | オーストリア             | 約6km                                                                            |
| 北緯46度40分 東経16度0分 / 北緯46.667度 東経16.000度 | スロベニア               |                                                                                  |
| 北緯46度18分 東経16度0分 / 北緯46.300度 東経16.000度 | クロアチア               | ザグレブの中心部の東を通過                                                       |
| 北緯45度13分 東経16度0分 / 北緯45.217度 東経16.000度 | ボスニア・ヘルツェゴビナ |                                                                                  |
| 北緯44度38分 東経16度0分 / 北緯44.633度 東経16.000度 | クロアチア               |                                                                                  |
| 北緯43度29分 東経16度0分 / 北緯43.483度 東経16.000度 | 地中海                   | アドリア海                                                                       |
| 北緯42度59分 東経16度0分 / 北緯42.983度 東経16.000度 | クロアチア               | ビシェヴォ島                                                                     |
| 北緯42度57分 東経16度0分 / 北緯42.950度 東経16.000度 | 地中海                   | アドリア海                                                                       |
| 北緯41度57分 東経16度0分 / 北緯41.950度 東経16.000度 | イタリア                 | プッリャ州                                                                       |
| 北緯41度40分 東経16度0分 / 北緯41.667度 東経16.000度 | 地中海                   | マンフレドーニア湾                                                               |
| 北緯41度26分 東経16度0分 / 北緯41.433度 東経16.000度 | イタリア                 | プッリャ州 バジリカータ州 - 約8km プッリャ州 - 約2km バジリカータ州 カラブリア州 |
| 北緯39度25分 東経16度0分 / 北緯39.417度 東経16.000度 | 地中海                   | ティレニア海                                                                     |
| 北緯38度44分 東経16度0分 / 北緯38.733度 東経16.000度 | イタリア                 | カラブリア州                                                                     |
| 北緯37度55分 東経16度0分 / 北緯37.917度 東経16.000度 | 地中海                   |                                                                                  |
| 北緯31度17分 東経16度0分 / 北緯31.283度 東経16.000度 | リビア                   |                                                                                  |
| 北緯23度27分 東経16度0分 / 北緯23.450度 東経16.000度 | チャド                   | 東経16度線と北回帰線との交点がチャドの領土の北端となっている                     |
| 北緯7度30分 東経16度0分 / 北緯7.500度 東経16.000度   | 中央アフリカ             |                                                                                  |
| 北緯3度0分 東経16度0分 / 北緯3.000度 東経16.000度    | カメルーン               |                                                                                  |
| 北緯1度45分 東経16度0分 / 北緯1.750度 東経16.000度   | コンゴ共和国             |                                                                                  |
| 南緯3度44分 東経16度0分 / 南緯3.733度 東経16.000度   | コンゴ民主共和国         |                                                                                  |
| 南緯5度52分 東経16度0分 / 南緯5.867度 東経16.000度   | アンゴラ                 |                                                                                  |
| 南緯17度23分 東経16度0分 / 南緯17.383度 東経16.000度 | ナミビア                 |                                                                                  |
| 南緯28度15分 東経16度0分 / 南緯28.250度 東経16.000度 | 大西洋                   |                                                                                  |
| 南緯60度0分 東経16度0分 / 南緯60.000度 東経16.000度  | 南極海                   |                                                                                  |
| 南緯69度41分 東経16度0分 / 南緯69.683度 東経16.000度 | 南極大陸                 | ドローニング・モード・ランド（ ノルウェーが領有権を主張）                        |